# Dorset (Minnesota)
Dorset ist eine unincorporated community im Henrietta Township des Hubbard County im Bundesstaat Minnesota der Vereinigten Staaten. 

## Lage
Dorset liegt im mittleren Norden von Minnesota, rund neun Kilometer nordöstlich von Park Rapids und 250 Kilometer Luftlinie nordwestlich von Minneapolis. Der Ort liegt in einer seenreichen Gegend südlich des Paul Bunyan State Forest. Nördlich von Dorset liegen der Boulder Lake, der Big Sand Lake und der Little Sand Lake, südlich liegt der Lake Belle Taine und westlich der Sweitzer Lake. Neben Park Rapids ist Nevis der einzige weitere Nachbarort.

## Geschichte
Im Jahr 1898 erhielt die örtliche Poststation den Namen Dorset, in den folgenden Jahren entstand um die Poststelle herum eine kleine Siedlung. Die Poststelle im Ort wurde 1964 geschlossen.
Im September 2014 wurden zwei Restaurants in Dorset durch ein Feuer zerstört. Beide Gebäude wurden bis Mai 2016 wieder aufgebaut und neu eröffnet.

## Bürgermeister
International bekannt geworden ist Dorset für die Durchführung einer jährlichen „Bürgermeisterwahl“, bei der Bewohner des Ortes für einen US-Dollar einen beliebigen Namen auf einen Stimmzettel schreiben können, aus denen dann der „Bürgermeister“ ausgelost wird. Dies führte dazu, dass im August 2012 der damals dreijährige Robert Tufts zum Bürgermeister von Dorset ernannt wurde. Im August 2013 wurde er erneut als Bürgermeister ausgelost und im folgenden Jahr von dem 16-Jährigen Eric Mueller abgelöst. Von August 2015 bis August 2016 war James Tufts, der jüngere Bruder von Robert Tufts, Bürgermeister von Dorset, er wurde 2016 von der damals vierjährigen Gwendolyn Davis „abgelöst“.
Da Dorset keine inkorporierte Stadt ist, hat das Bürgermeisteramt in dem Dorf nur eine symbolische Bedeutung. Das durch die Wahlen eingenommene Geld wird in Dorfprojekte investiert oder für wohltätige Zwecke gespendet.

## Wirtschaft und Infrastruktur
Die Wirtschaft ist in Dorset überwiegend von Tourismus geprägt. Durch den Ort führen mehrere Rad- und Wanderwege, unter anderem der 79 Kilometer lange Heartland State Trail, und es existieren mehrere Campingplätze und Resorts in der Umgebung des Dorfes. In Dorset gibt es vier Restaurants, weshalb der Ort in Bezug auf die Relation zwischen Bevölkerung und Restaurants auch als Restaurant Capital of the World bezeichnet wird.
Dorset liegt an der Minnesota Route 226, knapp zweieinhalb Kilometer nördlich des Minnesota Highway 34, der die Siedlung mit Park Rapids und Walker verbindet. Der U.S. Highway 71 liegt etwa elf Kilometer von Dorset entfernt.